# Stefan Wolf (Fussballspieler, 1971)
Stefan Wolf (* 31. Januar 1971 in Fischbach LU) ist ein ehemaliger Schweizer Fussballspieler und Verwaltungsratspräsident des FC Luzern.

## Karriere

### Aktiver Fussball
Nachdem er bei Vereinen wie FC Algro und FC Langenthal seine Jugend verbracht hatte, kam Stefan Wolf im Jahre 1990 erstmals beim FC Luzern in der obersten Liga zum Einsatz. In der Saison 1991/1992 gewann er mit diesem Verein den Schweizer Cup. Nach sieben Jahren am Vierwaldstättersee zog es ihn 1997 für ein Jahr zum FC Sion. Die darauffolgende Saison wechselte er zu dem Servette FC, mit welchem Wolf 1999 den Sieg der Meisterschaft und des Cups feierte. Dieser Sommer war wohl der erfolgreichste, welchen der gebürtige Fischbacher in seiner Karriere hatte. 2002 wurde er von dem FC St. Gallen verpflichtet. Nach einer Knieverletzung im Frühjahr 2005 schaffte Wolf den Anschluss nicht mehr und beendete damit seine Spielerkarriere im April 2006.
Stefan Wolf bestritt insgesamt 14 torlose Spiele für die Schweizer Fussballnationalmannschaft.

#### Erfolge
- 2× Schweizer Cupsieger: 1991/92 (FC Luzern) und 2000/01 (Servette FC)
- 1× Schweizer Meister: 1998/99 (Servette FC)
- 423 Spiele in der obersten Schweizer Liga

### Unternehmerische Tätigkeiten

#### FC Luzern
Seit Februar 2021 ist Stefan Wolf Verwaltungsratspräsident und CEO des FC Luzern. Im August 2024 teilte der Verein mit, dass Wolf sich nicht mehr für eine Wiederwahl zur Verfügung stellt und den FC Luzern per Ende 2024 verlassen wird. Gleichzeitig gab Wolf das Amt des Geschäftsführers per sofort ab. Als Grund nannte Stefan Wolf unterschiedliche Auffassungen über die zukünftige strategische Ausrichtung des FC Luzern. Er verlasse den Club auf eigenen Wunsch und in gutem Einvernehmen, sagte Wolf vor den Medien.

#### Weitere Projekte
Nach seiner Aktivkarriere gründete Stefan Wolf 2013 die Stiftung Next Sport Generation, gemeinsam mit drei weiteren Stiftern. Die Stiftung bezweckt, den Sport bei Kindern und Jugendlichen zu fördern.
2007 hat Stefan Wolf in Oensingen seine Firma Wolfassist gegründet. Dorf führt er ein Projekt, welches 14- bis 23-jährige Sportler am Beginn ihrer Karriere begleitet. Heute gehören mehrere bekannte junge Schweizer Sportler zu seiner Förderung.

## Privates
Stefan Wolf wohnt mit seiner Frau Sarah in Oensingen. Er ist Vater von zwei Kindern. 